# Rifugio Patrick Gambino
Il rifugio Patrick Gambino un rifugio sul versante nord-est monte Grammondo (1.378 m) poco lontano dal confine con la Francia.

## Escursionismo
Il rifugio è raggiungibile dal versante italiano da Ventimiglia e da Olivetta San Michele, mentre dal versante francese è raggiungibile da Sospel e Castellar.

## Gestione
È di proprietà ed è gestito dal CAI sezione Ventimiglia, ed è incustodito. È possibile ritirare le chiavi presso il comune di Olivetta San Michele. Ha 14 posti letto.